# Nagy Gáspár Irodalmi és Művészeti Díj
A Nagy Gáspár Irodalmi és Művészeti Díj egy magyar irodalmi díj, amit a Nagy Gáspár Alapítvány kezdeményezésére és részvételével Budakeszi Város Önkormányzata, a Hitel folyóirat, a Pannonhalmi Bencés Gimnázium és Szakkollégium, valamint Vasvár Város Önkormányzata 2014-ben alapított azzal a céllal, hogy minden évben, Nagy Gáspár Kossuth-díjas költő születésnapjához, május 4-éhez kötődően elismerje egy olyan alkotó teljesítményét, aki az ő költői és közéleti munkásságának szellemiségéhez kapcsolódóan kiemelkedő irodalmi, művészeti értéket hozott létre.

## Díjazottak
- 2014: Falusi Márton[2]
- 2015: Tóth László[3]
- 2016: Mórocz Zsolt[4]
- 2017: Keresztes Dóra
- 2018: Pörös Géza
- 2019: Ekler Andrea
- 2020: Léka Géza
- 2021: N. Pál József